# Chōnin
Les chōnin (町人, « citadins ») sont une classe de Japonais apparue au Japon au cours des premières années de l'époque d'Edo (1603-1867) et devenue une classe sociale prospère et influente. Ainsi nommés parce qu'ils résident dans les villes (chō), les chōnin sont généralement des commerçants mais comptent également des professionnels et des artisans parmi leurs membres. Ils développent une culture distincte qui forme un idéal devenu connu sous le nom d'ukiyo, « monde flottant », monde de l'élégance et du divertissement populaire.

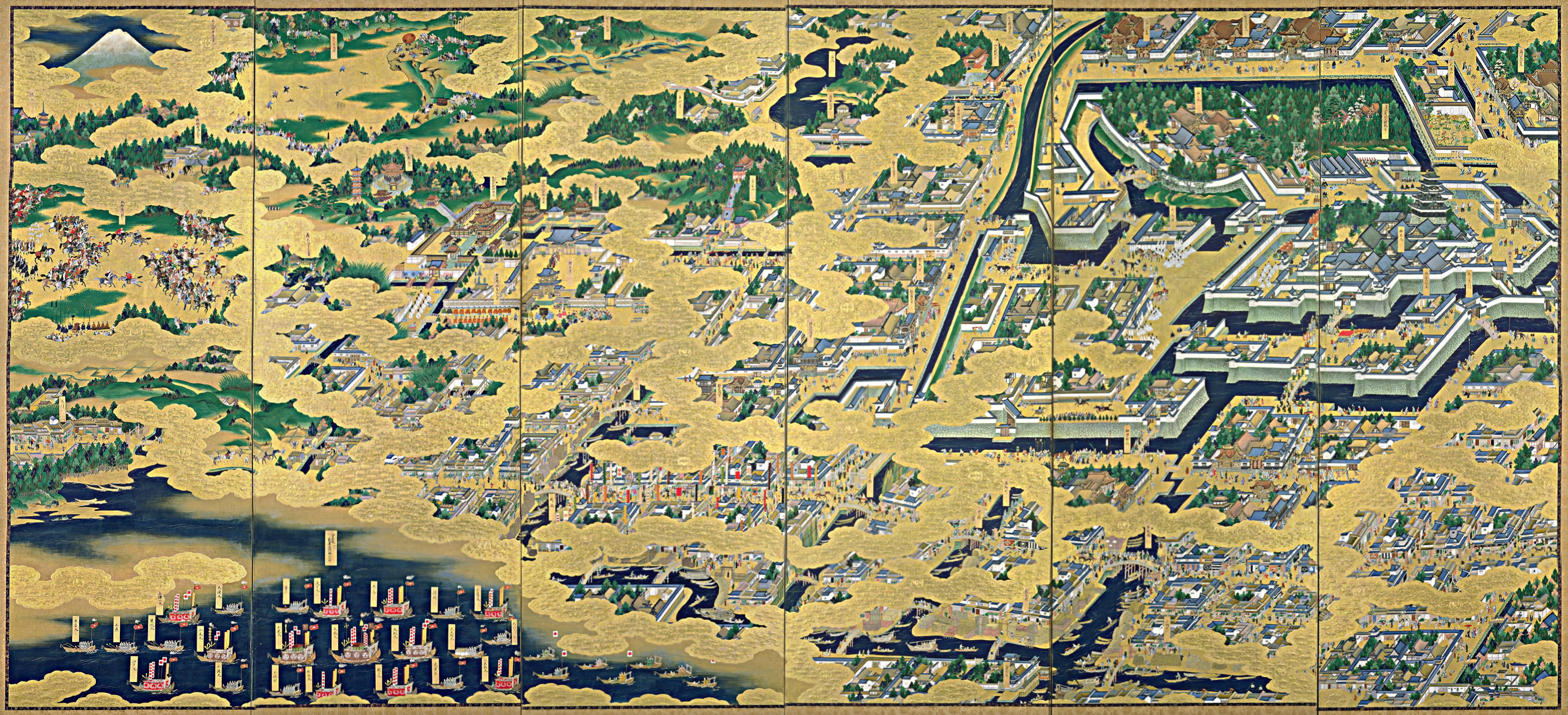
Vue d'Edo (Edo zu), paire de six panneaux de paravent (XIVe siècle).

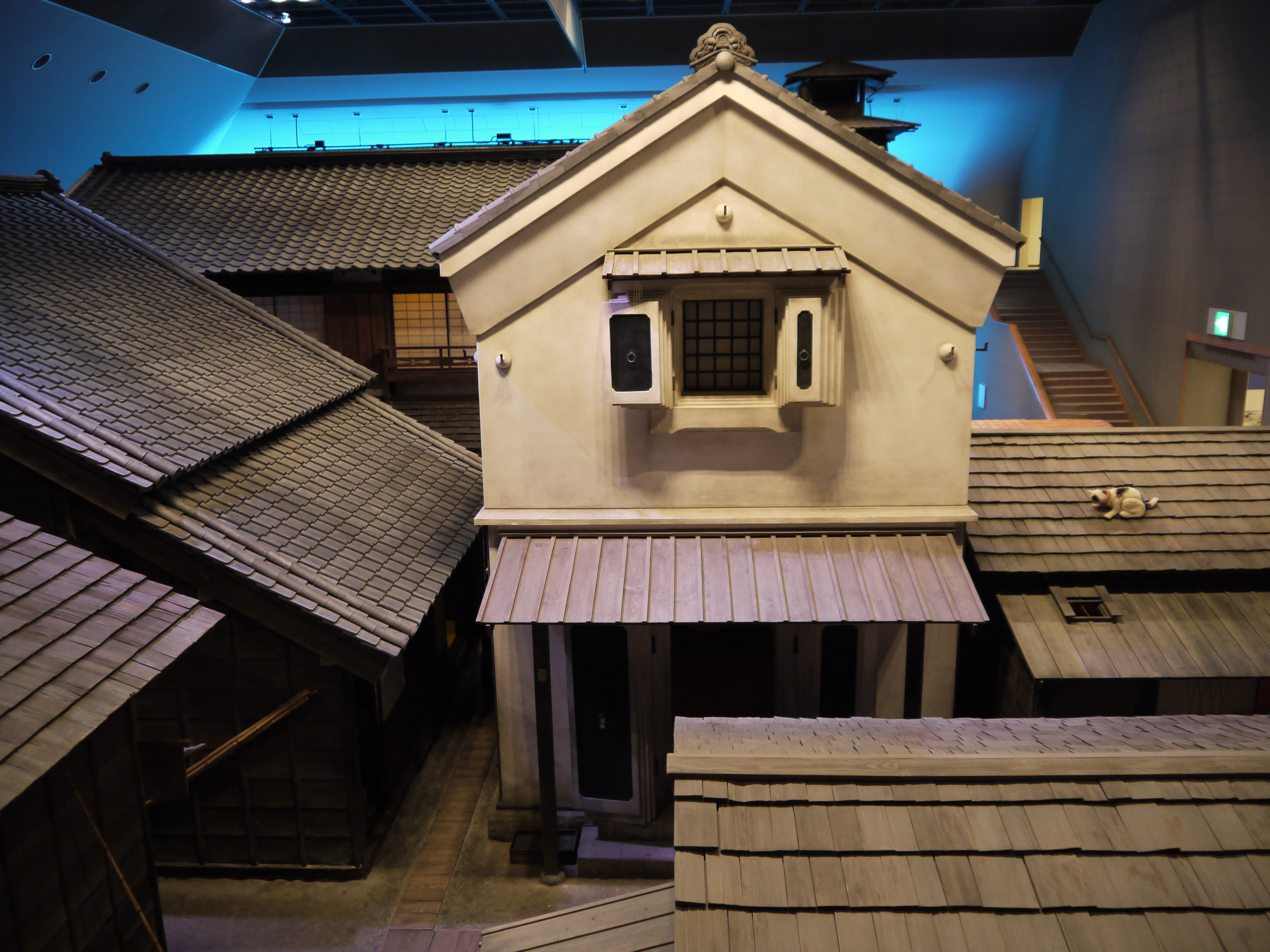
Edo, Fukagawa (Fukagawa Edo Museum).

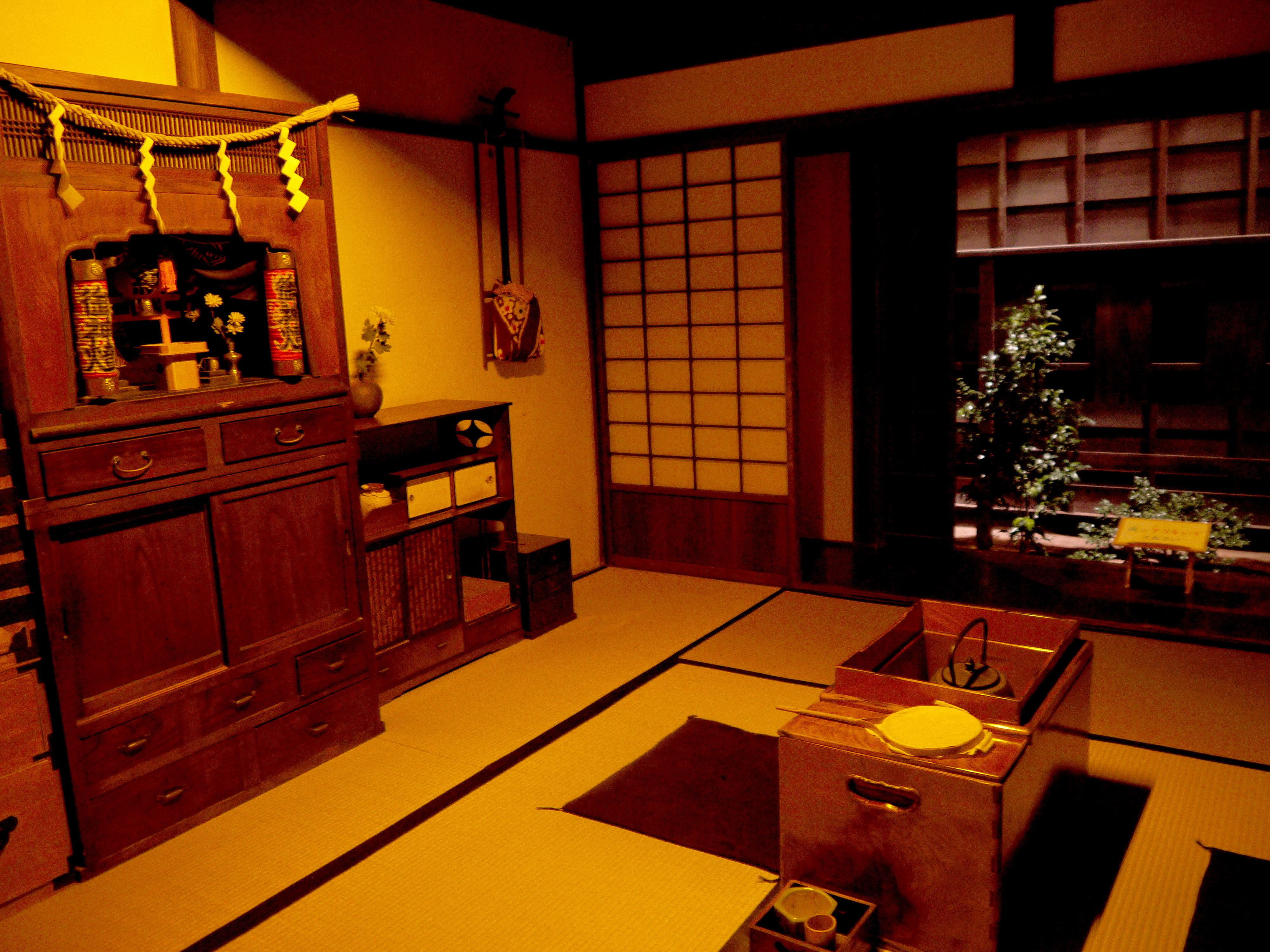
Une maison de commerçant (Fukagawa Edo Museum).

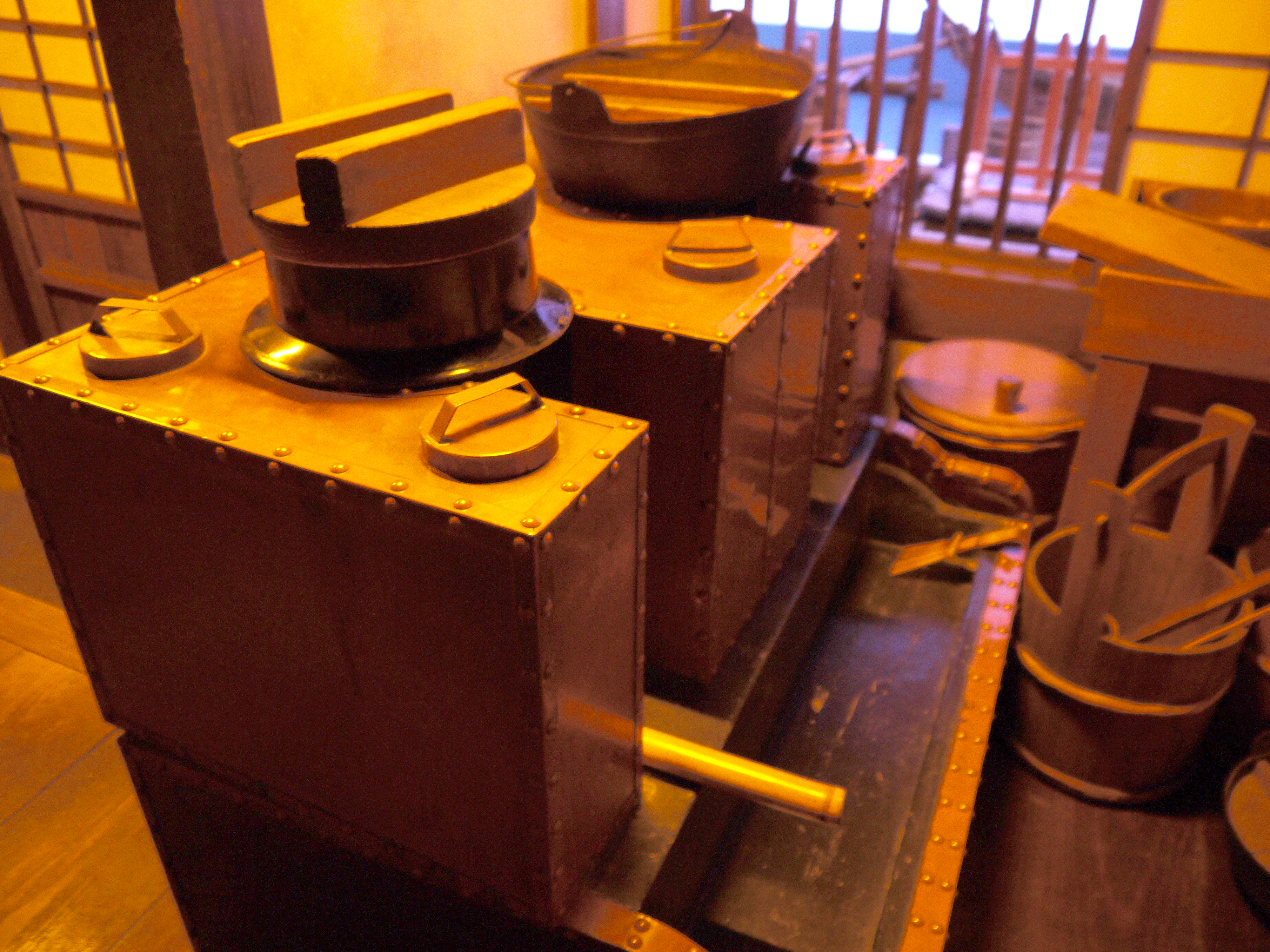
Une cuisine de commerçant (Fukagawa Edo Museum).

## Le shogunat Tokugawa
Lorsqu'en 1603 Tokugawa Ieyasu établit son quartier général dans le petit village d'Edo (l'actuel Tokyo) comme centre politique du pays, il publie une série de mesures (continuation de ce qu'ont commencé vingt ans plus tôt Oda Nobunaga et Toyotomi Hideyoshi) afin de renforcer la structure de l'État. Parmi celles-ci, le petit-fils de Ieyasu, Tokugawa Iemitsu, met en place dans les années 1630 le sankin kōtai, un système de résidence alternée avec l'intention d'exercer un contrôle strict sur les daimyos (seigneurs féodaux), les forçant à rester dans la capitale une certaine période chaque année, ce qui fait de leurs familles les otages du shogun. Cette innovation est à l'origine d'un des changements substantiels de l'époque Edo : une croissance rapide (et quelque peu artificielle) de la population des villes.
Cette configuration des nouvelles villes fortifiées stimule l'afflux de toutes sortes de main-d'œuvre qualifiée, les commerçants et artisans qui offrent leurs produits et services à la population samouraï et contribuent à la formation consécutive d'un solide système économique fondé sur le commerce. Malgré leur rôle essentiel, les commerçants appartiennent aux couches sociales les plus basses, en fonction de la structure sociale néo-confucéennee qui prévaut à l'époque.

### Shinōkōshō
Le modèle social méritocratique de la Chine antique qui divise la société en quatre castes est mentionné pour la première fois dans le classique confucéen Annales des Printemps et Automnes. Les quatre castes (guerriers, agriculteurs, artisans et commerçants) sont combinées dans le nom donné dans les différents pays d'influence confucéenne. Au Japon, il est appelé Shi, nō, kō, shō (士農工商, shinōkōshō). Dans ce système, l'individu existe en relation avec le rôle qu'il joue dans sa famille et dans sa classe sociale, et a de très rares occasions de gravir l'échelle sociale.
La classe la plus importante, en raison de la militarisation de la société japonaise, est celle des guerriers ou bushi. Bien que financièrement dépendants des ressources agricoles, les daimyos vivent dans les jōkamachi (villes-château) et servent dans l'administration civile de leurs territoires et à la guerre. Comme la production agricole est la principale activité, les paysans forment la classe la plus nombreuse et économiquement la plus importante. Malgré l'importance qui leur est accordée dans la théorie sociale, ils sont en pratique sévèrement exploités.

### Leschōnin
Les deux autres classes, composées des artisans et des commerçants, ont un statut inférieur à celui des paysans. La doctrine officielle méprise le commerce, en considérant que le « transport des biens » est improductif. Bien que la jouissance des objets superflus est considérée comme indésirable du point de vue traditionnel et que ceux qui les fabriquent et les vendent sont méprisés, dans la pratique, le samouraï n'a pas d'objection majeure à acquérir les services des marchands, lesquels gagnent un peu de prestige tandis que la vie urbaine se développe autour des villes-châteaux. Des quartiers spéciaux peuplés d'artisans et de commerçants apparaissent. Les habitants en sont les chōnin, qui ont une influence décisive sur la croissance économique de la période Edo. Les commerçants prospèrent économiquement ainsi que les intermédiaires et les agents des autorités, ce qui se déduit de l'existence des sociétés et des organisations commerciales autorisées par le shogunat.

## La culturechōnin
Contrairement à la tradition « noble » des arts et des lettres, la population urbaine de l'époque est la première à s'emparer des médias et du divertissement qui favorisent une culture de la participation de masse. Les chōnin parrainent leurs propres arts et loisirs, culture bourgeoise sans intérêt pour les questions de l’État et limitée à sa situation et à sa position relative dans la société. Leur culture se nourrit principalement de la recherche du plaisir, de ce qui est humain et divertissant, insistant sur ce qui est personnel, immédiat et érotique, tout ce qui forme un idéal devenu connu sous le nom ukiyo, le « monde flottant », le monde de l'élégance et du divertissement populaire.

### Lechōnindō
Les samouraïs développent une culture axée sur la philosophie et l'apprentissage classique, intégrant les valeurs militaires du bushi, aboutissant au bushidō, « la voie du guerrier ».
De leur côté, à l'imitation des samouraïs, les chōnin aspirent à réaliser dans la pratique du commerce les qualités de diligence, d'honnêteté, d'honneur, de loyauté et de frugalité du bushidō, dans ce qui est venu à être appelé le chōnindō, « la voie du chōnin ». Les grandes maisons de commerce sont régies par des codes de conduite aussi stricts que ceux appliqués aux samouraïs. Ishida Baigan (1685-1744), marchand philosophe de Kyoto, élabore un mélange de maximes shintoïstes, confucéennes et bouddhistes, le shingaku (« la science du cœur »), qui met l'accent sur l'acceptation de l'ordre social naturel des quatre castes. Il est à noter que les commerçants sont si importants dans ce schéma que les autres classes exhortent l'individu à vivre avec diligence, compassion et honnêteté, le sort qui lui est assigné pour faire honneur à sa profession.

### L'ukiyo
Les historiens de la culture identifient deux grandes périodes de floraison de la littérature et de l'art propres aux sociétés urbaines, l'ère Genroku (1688-1705), dominée par Kyoto et Osaka et la période Bunka-Bunsei (1804-1829), stade plus raffiné mais moins vigoureux, avec Edo pour centre.

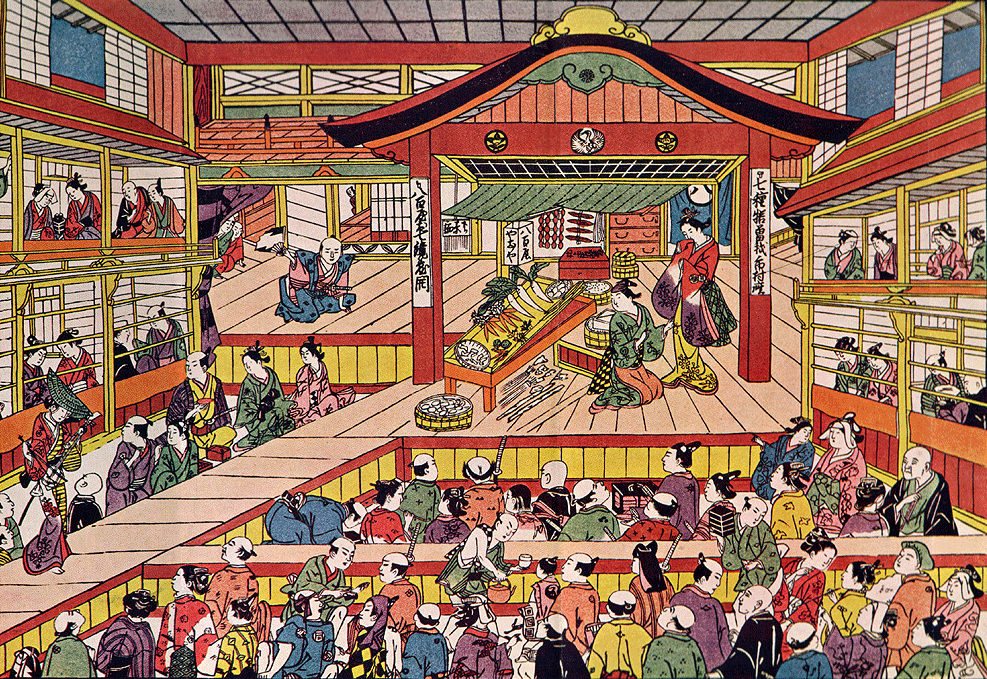
Shibai Ukie (1741-1744 environ), gravure d'Okumura Masanobu (1686-1764), description du théâtre kabuki Ichimura-za à ses débuts.

Les grandes villes développent de lucratives activités d'édition qui regroupent des écrivains et illustrateurs pour publier des histoires d'amour, d'amusants guides illustrés de quartiers, cherchant des moyens de contourner les efforts de la censure des moralistes du shogunat. Les histoires, souvent audacieuses et fréquemment interdites, prennent pour personnages d'élégants chōnin, bons connaisseurs des quartiers de geishas, ou bien les belles geishas elles-mêmes. Ihara Saikaku (1641-1693), marchand d'Osaka, est la première figure majeure du genre ukiyo-zōshi (récits ukiyo). Ejima Kiseki (1667-1736), écrivain dans la ligne de Saikaku, mais avec un plus grand réalisme et une dimension critique presque satirique, est extrêmement populaire. Jippensha Ikku (1775-1831) est aussi connu pour ses qualités picaresques.
Le développement de la littérature populaire et de la vie nocturne dans le monde de l'ukiyo nécessite de la publicité et stimule la production des illustrateurs populaires ; la xylographie d'ukiyo-e devient une importante forme d'art. Bien qu'elle prenne d'abord la forme de tirages linéaires auxquels s'ajoute de la couleur à l'aide de nouvelles techniques venues de Chine, à la fin du XVIIe siècle est mise au point une technique de nombreux blocs qui permet la réalisation de cartons d'un grand raffinement. Destinés à la consommation de masse, ce sont des illustrations, des affiches faites à la main pour les théâtres ou les maisons de geisha, ou des souvenirs de lieux célèbres, œuvres considérées comme éphémères et vulgaires, qui ne sont pas reconnues comme œuvres d'art dignes d'estime jusqu'à la fin de l'époque d'Edo. Le premier graveur sur bois à devenir célèbre est Hishikawa Moronobu (1618-1694) ; Suzuki Harunobu (1725-1770) développe et perfectionne l'utilisation de la couleur à un niveau incomparable ; Kitagawa Utamaro (1753-1806) est spécialisé dans les types féminins idéalisés ; Katsushika Hokusai (1760-1849) et Hiroshige (1797-1858) connus pour leurs paysages et lieux célèbres, peignent avec beaucoup de vigueur et d'effets visuels.
Le genre dramatique, qui commence avec des jongleurs et des danseurs de rue, évolue au cours de l'époque d'Edo vers un important théâtre de marionnettes, le ningyō jōruri et vers le raffiné théâtre kabuki. La piètre moralité des premières femmes qui se présentent en qualité d'interprètes provoque la censure officielle, de sorte que le théâtre atteint un sommet d'abord avec les spectacles de marionnettes, et lorsque le kabuki atteint son apogée, il ne peut être interprété que par des hommes, ce qui, avec l'influence du drame nō, donne naissance à une tradition théâtrale unique. Chikamatsu Monzaemon (1653-1724) est l'auteur le plus important des théâtres jōruri et kabuki, avec des récits historiques consacrés aux samouraïs et des œuvres relatives à la vie des chōnin.

## Postérité
L'essor socio-économique des chōnin s'apparente à la montée à peu près contemporaine de la classe moyenne en Occident. En dépit de leur importance, les chōnin ne sont pas aussi connus à l'extérieur du Japon que le sont les samouraïs et les ninjas. Cependant, ils jouent un rôle clé dans le développement de produits culturels japonais tels que l'ukiyo-e, le rakugo et l'artisanat contemporain. Les idéaux esthétiques comme l'iki, le tsū et l'inase se développent aussi parmi les chōnin.

## Source de la traduction
- (es) Cet article est partiellement ou en totalité issu de l’article de Wikipédia en espagnol intitulé « Chōnin » (voir la liste des auteurs).